# Самса
Самса́, или само́са — блюдо, схожее с пирожком, произвольной (квадратной, треугольной или чаще всего округлой) формы с начинкой. Популярно в Южной, Юго-Восточной, Центральной и Юго-Западной Азии, на Аравийском полуострове, в Средиземноморье, Северной и Южной Африке (имеется множество вариаций его приготовления). Начинкой для самсы может служить приправленное луком и специями мелко нарезанное баранье мясо и курдюк, а также горох, чечевица, картофель и другие овощи.
Тесто для самсы всегда пресное и часто слоёное. 
Среднеазиатская самса c мясом традиционно выпекается в тандыре, но есть и вариант самсы (обычно треугольной или квадратной формы), который готовят в электрических и газовых духовках.
Приправой к самсе может служить столовый уксус или томатный соус с чесноком и зеленью.
В Таджикистане, Узбекистане, Казахстане, Кыргызстане, Синьцзян-Уйгурском АР самсой торгуют на улицах и на базарах в киосках, с лотков и тандыров (примерно так же, как в американских городах торгуют хот-догами, а в городах России — пирожками, см. Уличная еда); самса также является популярным блюдом, предлагаемым в небольших кафе и придорожных закусочных. Самса подаётся и в ресторанах, хотя там она чаще всего печётся из сдобного теста и имеет «европеизированный» вид.

## Происхождение названия
Название блюда восходит к средне-персидскому (пехл. سنبوساگ sanbusag «треугольное тесто»). 
Предположительно блюдо появилось в Центральной Азии где-то в X веке. Самса упоминается в работах персидского историка Абу-ль-Фадль Байхаки (995—1077). 
Существует множество региональных версий того же блюда под разными названиями, например «самбус(а)к» (ивр. סמבוסק‎ sambusaq, араб. سمبوسك‎ sambousek) в Израиле и Ираке.
Варианты названий на разных языках включают: иранское سمبوسه или перс. سنبوسه‎ sanbusé, англ. samosa (səˈmoʊsə) или samoosa, в.-пандж. ਸਮੋਸਾ smosa, хинди समोसा, урду سموسه‎‎, араб. سمبوسك‎ sambūsak или sambusaj, бенг. সিঙাড়া , ассам. sing-ra, ивр. סמבוסק‎ sambusak, гудж. સુમૉસ‌ sumosa, канн. ಸಮೋಸಾ samosa, малаял. സമോസ, маратхи सामोसा, там. சமோசா, телугу సమోసా, урду سموسه‎, каз. самса sɑmsɑ́, кирг. самса sɑmsɑ́; узб. somsa sɒmsa, сиб. 
самса sɑmsɑ́, уйг. سامسا‎ sɑmsɑ́, самса, тур. samsa böreği, туркм. somsa, сомал. sambuusa, тадж. самбӯса, непальск. समोसा, бирм. စမူဆာ sʰəmùzà, мальгашское [sam͡bosḁ], порт. chamuça.

## История
Считается, что южноазиатская самса произошла от средневекового предшественника с Ближнего Востока, который запекали, а не жарили.  Самое раннее упоминание о предшественнике самсы было у поэта эпохи Аббасидов Исхака аль-Маусили, восхваляющего «санбусадж».  Рецепты можно найти в арабских кулинарных книгах X–XIII веков под названиями «санбусак, санбусақ и санбусадж», все они происходят от персидского слова «санбусаг».  В Иране это блюдо было популярно до XVI века, но к XX веку его популярность ограничилась определенными провинциями (такими как самбусы Ларестана).  Абольфазл Бейхаки (995–1077), иранский историк, упомянул об этом в своей истории Тарих-и Бейхаки.
Центральноазиатская самса была завезена на Индийский субконтинент в XIII или XIV веке поварами из Ближнего Востока и Центральной Азии, которые готовили на царских кухнях для правителей Делийского султаната . Амир Хосров Дехлеви (1253–1325), учёный и придворный поэт Делийского султаната, около 1300 н.э. писал, что принцы и знать наслаждались «самбусой, приготовленной из мяса, топленого масла, лука и так далее». Ибн Баттута, путешественник и исследователь XIV века, описывает трапезу при дворе Мухаммеда бин Туглука, где перед третьим блюдом, пловом, подавали «самушак» или «самбусак», небольшой пирог с начинкой из мясного фарша, миндаля, фисташек, грецких орехов и специй . Ниматнама-и-Насируддин-Шахи, средневековая индийская кулинарная книга, начатая Гият Шахом, правителем Малавского султаната в центральной Индии, упоминает искусство приготовления самсы. В документе XVI века   периода Великих Моголов, «Айн-и-Акбари», упоминается рецепт коттаба, который гласит: «Люди Индостана называют санбуса».

## Запрет
Вооруженная группировка сомалийских исламистов Харакат аш-Шабаб запретила в стране самсу, аргументируя это тем, что блюдо слишком «западное». Более подробную информацию группировка не дала, но позже СМИ сообщили, что причиной была треугольная форма самсы, которая, якобы, отсылает к христианской троице. 

## Галерея
- Самаркандская самса
- Иссык-Кульская самса на противне перед закладкой в духовку
- Прямоугольная туркменская самса
- Ошская самса, приготовленная в тандыре
- Ошская самса из слоёного теста с начинкой, приготовленная в духовке
- Пармуда — узбекская самса
- Самса в уйгурском стиле
- Ферганская самса в приготовлении самсапаза